# Just a Friend of Mine
Singles de Vaya Con Dios
Puerto Rico
(1987)
Just a Friend of Mine est une chanson du groupe belge Vaya Con Dios, sortie en 1987 sous le label Ariola Records et plus tard incluse dans leur premier album studio Vaya Con Dios (1988).
C'est le premier succès du groupe en France, s'étant vendu à plus de 300 000 exemplaires et atteignant la 7e place du Top 50. En Belgique, le titre atteint la 17e place de l'Ultratop 50 flamand.

## Historique
En 1987, Vaya Con Dios, en compagnie de Margriet Hermans et Firmin Timmermans, forment l'équipe brabançonne pour le concours du Baccarabeker et, sous la direction de Johan Verminnen, remporte le prix,. Peu après, Just a Friend of Mine sort en single et obtient notamment le succès en France, se vendant au total à plus de 300 000 exemplaires et se certifiant disque d'argent.

## Liste des titres
| A. | Just a Friend of Mine | 3:20 |
| B. | You Let Me Down       | 2:34 |

| A1. | Just a Friend of Mine (version longue) | 6:01 |
| B1. | Just a Friend of Mine                  | 3:20 |
| B2. | You Let Me Down                        | 2:34 |

## Crédits
Crédits adaptés de Discogs.
Vaya Con Dios
- Dani Klein : chant, chœurs, paroles
- Dirk Schoufs : contrebasse, composition, chœurs
- Willy Lambregt (nl) : composition, guitare acoustique

Musicien additionnel
- Bruno Castellucci : batterie

## Classements et certifications
| Classement (1987–88)                   | Meilleure position |
| -------------------------------------- | ------------------ |
| Belgique (Flandre Ultratop 50 Singles) | 17                 |
| Europe (Eurochart Hot 100)             | 36                 |
| France (SNEP)                          | 7                  |

| Classement (1988) | Position |
| ----------------- | -------- |
| France (SNEP)     | 39       |

### Certifications
| Pays                                                             | Certification | Ventes certifiées |
| ---------------------------------------------------------------- | ------------- | ----------------- |
| France (SNEP)                                                    | Argent        | 250 000*          |
| *Ventes selon la certification xNon précisé par la certification |               |                   |